# Mary Peters (athlétisme)
Pour les articles homonymes, voir Mary Peters (homonymie) et Peters.
Mary Elizabeth Peters, née le 6 juillet 1939, est une athlète britannique qui concourait surtout au pentathlon et au lancer du poids.

## Biographie
Mary Peters est née à Halewood dans le Lancashire mais a déménagé à Ballymena à l'âge de onze ans. Elle vit désormais à Belfast.
Elle a représenté l'Irlande du Nord aux jeux du Commonwealth entre 1958 et 1974. Lors de ces jeux, elle a remporté deux médailles d'or au pentathlon et une médaille d'or et une autre d'argent au lancer du poids.
Aux Jeux olympiques d'été, elle se classait quatrième en 1964, neuvième en 1968 et atteignait le sommet de sa carrière en 1972. À Munich, elle remportait le titre en améliorant le record du monde en battant la favorite locale Heide Rosendahl.
Elle a été MBE en 1973, CBE en 1990 et DBE en 2000, l'année qui vit sa compatriote Denise Lewis remporter le titre olympique à l'heptathlon.
Le 17 juin 2019, elle est admise au sein de l'Ordre de la Jarretière, la plus haute distinction honorifique britannique.

## Palmarès

### Jeux olympiques d'été
- Jeux olympiques d'été de 1964 à Tokyo ( Japon)
  - éliminée en qualifications au lancer du poids
  - 4e au pentathlon
- Jeux olympiques d'été de 1968 à Mexico ( Mexique)
  - 9e au pentathlon
- Jeux olympiques d'été de 1972 à Munich ( Allemagne de l'Ouest)
  - non-partante sur 100 m haies
  -  Médaille d'or au pentathlon

### Jeux de l'Empire britannique et du Commonwealth
- Jeux de l'Empire britannique et du Commonwealth de 1958 à Cardiff ( Pays de Galles)
  - 10e en saut en hauteur
  - 8e au lancer du poids
  - 6e en relais 4 × 110 y
- Jeux de l'Empire britannique et du Commonwealth de 1962 à Perth ( Australie)
  - forfait en saut en hauteur
  - 4e au lancer du poids
- Jeux de l'Empire britannique et du Commonwealth de 1966 à Kingston ( Jamaïque) 
  -  Médaille d'argent au lancer du poids

### Jeux du Commonwealth britannique
- Jeux du Commonwealth britannique 1970 à Édimbourg ( Écosse) 
  - 5e sur 100 m haies
  -  Médaille d'or au lancer du poids
  -  Médaille d'or au pentathlon
- Jeux du Commonwealth britannique 1974 à Christchurch ( Nouvelle-Zélande) 
  - éliminée en demi-finale sur 100 m haies
  - 8e au saut en hauteur
  - 4e au lancer du poids
  -  Médaille d'or au pentathlon

### Championnats d'Europe d'athlétisme
- Championnats d'Europe d'athlétisme de 1962 à Belgrade ( Yougoslavie)
  - 5e au pentathlon

### Championnats d'Europe d'athlétisme en salle
- Championnats d'Europe en salle de 1970 à Vienne ( Autriche)
  - 8e au lancer du poids

## Record
- Record olympique (unique fois que le pentathlon se courait sous cette forme aux Jeux olympiques) et du monde à l'heptathlon avec 4801 points, le 3 septembre 1972 à Munich (amélioration du record du monde de Burglinde Pollak sera battu par Heide Rosendahl)

## Distinctions
- Dame de l'ordre de la Jarretière (KG) en 2019

## Sources
- (en) Cet article est partiellement ou en totalité issu de l’article de Wikipédia en anglais intitulé « Mary Peters (athlete) » (voir la liste des auteurs).